# Love Film Festival
Love Film Festival é um filme de drama brasileiro de 2017 dirigido por Manuela Dias, Vinicius Coimbra, Bruno Safadi e Juancho Cardona. O filme é protagonizado por Leandra Leal e Manolo Cardona com participação especial de Nanda Costa.

## Sinopse
Adrián (Manolo Cardona), um ator colombiano, e Luzia (Leandra Leal), uma roteirista brasileira, se encontram e se apaixonam durante um festival de cinema. Desde então, eles uma história de amor é desenvolvida em outros cinco encontros, todos em festival de cinema pelo mundo. Vivendo em uma mistura entre ficção e realidade, o casal revive clássicas cenas românticas de filmes.

## Elenco
- Leandra Leal como Luzia
- Manolo Cardona como Adrián
- Nanda Costa como Camila
- Eduardo Moscovis como Du
- Luz Cipriota como Luz
- Gustavo Machado como Gustavo
- Natália Lage como Natália
- Cláudio Assis como ele mesmo
- Beto Brant como ele mesmo
- Djin Sganzerla como ela mesma
- Helena Ignez como ela mesma
- Kleber Mendonça Filho como ele mesmo
- Guto Parente como ele mesmo

## Produção
Os atores protagonistas Leandra Leal e Manolo Cardona se conheceram apenas no dia da gravação do filme. A produção mistura toques de ficção e realidade. Os personagens centrais interagem com atores, diretores e produtores reais que encontraram em festivais de cinema pelo mundo.
As gravações ocorreram ao longo de cinco anos, integrando mudanças físicas dos atores ao longo da trama, bem como também respeitando a ordem cronológica dos encontros entre Adrián e Luzia, os protagonistas da história. As locações do filme se distribuíram no Brasil, em Portugal, na Colômbia e nos Estados Unidos.

## Recepção

### Resposta da crítica
No site agregador de críticas AdoroCinema, o filme alcançou uma média de 2,8 de 5 estrelas () com base em 7 resenhas publicadas pela imprensa brasileira. Escrevendo para o próprio website AdoroCinema, Rodrigo Torres avaliou o filme positivamente e disse que "a direção consegue ser coerente em seus tempos variados e transformar uma premissa ambiciosa num filme completo"
Marcelo Janot, para o jornal O Globo, escreveu que: "As situações e diálogos que marcam a relação do casal de protagonistas nem sempre escapam da superficialidade, o que é em parte compensado pela beleza das imagens e pela ótima trilha musical."
Do The Hollywood Reporter, Jonathan Holland disse: "É [...] aceitável que os personagens muitas vezes não falem do modo como as pessoas reais fazem, mas a forma como as pessoas imaginam que as pessoas do cinema podem falar [...]. Dadas essas limitações, os desempenhos também são bons, especialmente o de [Leandra] Leal, vívido [e] comprometido..."